# Arab as-Samnija
Arab as-Samnija (arab. ‏عرب السمنية‎) – nieistniejąca już arabska wieś, która była położona w Dystrykcie Akki w Mandacie Palestyny. Została wyludniona i zniszczona podczas I wojny izraelsko-arabskiej, po ataku Sił Obronnych Izraela w dniu 31 października 1948 roku.

## Położenie
Arab as-Samnija leżała wśród wzgórz Zachodniej Galilei, w odległości 19,5 kilometrów na północny wschód od miasta Akka. Według danych z 1945 roku do wsi należały ziemie o powierzchni 187,2 ha. We wsi mieszkało wówczas 200 osób.
| własność gruntów | powierzchnia gruntów (hektary) |
| ---------------- | ------------------------------ |
| Arabowie         | 187,2                          |
| Żydzi            | 0                              |
| publiczne        | 0                              |
| Razem            | 187,2                          |

| Rodzaj użytkowanych gruntów | hektary |
| --------------------------- | ------- |
| uprawy nawadniane           | 2,2     |
| uprawy zbóż                 | 17,4    |
| nieużytki                   | 167,6   |
| zabudowane                  | ?       |

## Historia
W okresie panowania Brytyjczyków Arab al-Samnija była małą wsią.

Podczas wojny domowej w Mandacie Palestyny w rejonie wioski stacjonowały siły Arabskiej Armii Wyzwoleńczej. Podczas I wojny izraelsko-arabskiej w październiku 1948 roku Izraelczycy przeprowadzili operację „Hiram”. W nocy z 30 na 31 października Arab as-Samnija została zajęta przez izraelskich żołnierzy. Następnie wysiedlono wszystkich mieszkańców, a domy wyburzono.

## Miejsce obecnie
Na terenie wioski Arab as-Samnija powstał w 1952 roku moszaw Awdon, natomiast część ziem zajął moszaw Ja’ara. Palestyński historyk Walid Chalidi, tak opisał pozostałości wioski Arab as-Samnija: „Z budynków wioski pozostało jedynie kilka dachówek, gruz kamiennych domów i rozsypujące się mury”.